# 司音星
司音星（60 Echo）是第60颗被人类发现的小行星，于1860年9月14日发现。司音星的直径为60.2千米，质量为2.3×1017千克，公转周期为1353.002天。
司音星以希臘神話的厄科命名。